# レベッカ・ショイチェット
レベッカ・ショイチェット (Rebecca Shoichet、1975年2月16日 - ）は、カナダの女優、声優、歌手。

## 出演作品

### テレビアニメ
- 犬夜叉 - 日暮草太、エリ、円寿、蒼天
- 花より男子
- キッドvsキャット
- マイリトルポニー〜トモダチは魔法〜 - トワイライトスパークル（歌声）、ナイトグライダー、シュガーベル
- めざせヒーロー!スーパーヌーブス - XR4Ti、チハッテ夫人、ウェイトレス、おもちゃの子犬ボタンドキ、ローチモントさん、エマ＃2、オペレーター、チアリーダー
- ターザンとジェーン - ジェーン・ポーター
- スーパー恐竜 - ママ

### 映画
- 映画マイリトルポニー プリンセスの大冒険
- マイリトルポニー: エクエストリア・ガールズシリーズ - サンセットシマー
  - マイリトルポニー: エクエストリア・ガールズ
  - マイリトルポニー・ガールズ: 虹の冒険
  - マイリトルポニー: エクエストリア・ガールズ - フレンドシップ・ゲーム
  - マイリトルポニー: エクエストリア・ガールズ - エバーフリーの伝説
- シンドバッド (2015年の映画) - ラティーファ